# Diego Drumm
Diego Drumm (* 18. Dezember 1968 in Leipzig) ist ein ehemaliger deutscher Boxer. Er nahm 1988 für die DDR an den Olympischen Spielen in Seoul teil.

## Karriere
Drumm besuchte die Lausitzer Sportschule Cottbus und gehörte dem SC Cottbus an, sein Trainer war Dietmar Schnieber. Sein größter Erfolg im Nachwuchs war der Gewinn der Goldmedaille im Bantamgewicht bei der Junioren-Europameisterschaft 1986 in Kopenhagen, wo er im Finale Kirkor Kirkorow bezwang. Noch im selben Jahr gewann er Bronze im Federgewicht bei der DDR-Meisterschaft der Erwachsenen.
1987 wurde er nach einer Finalniederlage gegen Andreas Zülow DDR-Vizemeister im Leichtgewicht und hatte bis dahin bereits eine Bilanz von 140 Kämpfen mit 114 Siegen vorzuweisen. 1988 wurde er nach einer Niederlage gegen Markus Beyer DDR-Vizemeister im Federgewicht, gewann jedoch unter anderem mit Siegen gegen den Kubaner Jesús Sollet und Marco Rudolph den Chemiepokal in Halle (Saale). Er wurde daraufhin für die Olympischen Spiele 1988 in Seoul nominiert, wo er im Federgewicht diesmal in der Vorrunde gegen Kirkor Kirkorow ausschied.
1989 wurde er nach einer Niederlage gegen Olaf Trenn noch Zweiter im Halbweltergewicht bei der DDR-Meisterschaft und gewann Bronze beim Chemiepokal 1990.
1989 bis 1991 boxte er noch für den BC Gelsenkirchen/Erle und den Boxring Brandenburg in der 1. Bundesliga.
Nach seiner Wettkampfkarriere arbeitete er unter anderem als Trainer im Kampfsportklub KSK 09 Leipzig.